# Línea 42 de TMB
La línea 42 es una línea regular de autobús urbano de la ciudad de Barcelona, gestionada por la empresa Transportes Metropolitanos de Barcelona (TMB). Hace su recorrido entre el plaza de Cataluña y Santa Coloma de Gramanet, con una frecuencia de 21-24 min.

## Horarios
| 42         | Primer servicio A: Sta. Coloma | Primer servicio A: Pl. Cataluña | Último servicio A: Sta. Coloma | Último servicio A: Pl. Cataluña |
| Laborables | 05:10                          | 04:25                           | 22:45                          | 22:00                           |
| Sábados    | 05:10                          | 04:25                           | 22:45                          | 22:00                           |
| Festivos   | 08:50                          | 07:00                           | 22:45                          | 22:00                           |

## Recorrido
- De Pl. Cataluña a Sta. Coloma por: Pl. Universidad, Rda. Universidad, Pl. Cataluña, Pl. Urquinaona, Trafalgar, Pº Lluís Companys, Pº Pujades, Av. Meridiana, Pallars, Pedro IV, Bac de Roda, Gran Vía de las Cortes Catalanas, Vizcaya, Rba. Guipúzcoa, Balmes, Linares, San Adrián, Pº Guayaquil, Lima, Caracas, Tiana, Pº de Salzareda, Av. Banús Baixa, Joan Valentí Escales y La Paz.

- De Sta. Coloma a Pl. Cataluña por: Mosés Jacinto Verdaguer, San Justo, Av. Generalidad, Rba. de San Sebastián, Pl. Llorenç Serra, Tiana, Ciudad de Asunción, Lima, Caraca, Sas, Pº Enríc Sanchís, Balmes, Tibidabo, Extremadura, Pl. Manuel Ainaud, Gran Vía de las Cortes Catalanas, Espronceda, Tánger, Bilbao, Pedrp IV, Almogávares, Pº Lluís Companys, Rda. San Pedro, Pl. Urquinaona y Pl. Cataluña.

## Otros datos
| Prestación                   | Disponibilidad en la línea |
| ---------------------------- | -------------------------- |
| Adaptada a                   | Sí                         |
| TMB iBus (tiempo de espera ) | Sí                         |
| Pantallas informativas       | Sí                         |
| Línea de tránsito rápido     | No                         |
| Circula en días festivos     | Sí                         |